# Acentroscelus muricatus
Acentroscelus muricatus es una especie de araña cangrejo del género Acentroscelus, familia Thomisidae. Fue descrita científicamente por Mello-Leitão en 1947.

## Distribución
Esta especie se encuentra en Brasil.

## Tratamiento taxonómico
La especie aparece registrada y publicada en Aranhas de Carmo do Rio Claro (Minas Gerais) coligidas pelo naturalista José C. M. Carvalho. Boletim do Museu Nacional do Rio de Janeiro (N.S., Zool.) 80: 1–34.